# Cantonul La Réole
Cantonul La Réole este un canton din arondismentul Langon, departamentul Gironde, regiunea Aquitania, Franța.

## Comune
- Bagas
- Blaignac
- Bourdelles
- Camiran
- Casseuil
- Les Esseintes
- Floudès
- Fontet
- Fossès-et-Baleyssac
- Gironde-sur-Dropt
- Hure
- Lamothe-Landerron
- Loubens
- Loupiac-de-la-Réole
- Mongauzy
- Montagoudin
- Morizès
- Noaillac
- La Réole (reședință)
- Saint-Exupéry
- Saint-Hilaire-de-la-Noaille
- Saint-Michel-de-Lapujade
- Saint-Sève